# Должанская (станция)
Должа́нская (укр. Довжанська) — грузовая и пассажирская станция Донецкая железной дороги в городе Свердловске/Должанске Луганской области Украины/ЛНР.

## История
В 1861 году появились первые рельсовые пути — подъездная ветвь от Грушовских копей до Аксая (Ростовская область) протяженностью 70 верст, построенные на средства Войска Донского. Лишь через 17 лет после первых Грушовских копей были проложены рельсы на Зверевской линии, в восточной части Донбасса.
Донецкую каменноугольную железную дорогу строила концессия предпринимателя С. М. Мамонтова. 1 декабря 1878 года было открыто движение поездов Зверевской однопутной линии с раздельными пунктами: Петровеньки, Крёстная (Штеровка), Колпаково, Юськино (Картушино), Ровеньки, Должанская, Провалье (Красная Могила).
Разъезд Должанский был построен на земле княгини З. Н. Юсуповой. Наименование он получил от названия хутора Должанка, относившегося к Криничанской волости Славяносербского уезда. По ведомственному делению, разъезд подчинялся службе движения управления Донецкой каменноугольной дороги. Она располагала телеграфной связью Морзе только с соседними разъездами Ровеньки и Провалье и не имела выхода на общедорожную телефонную сеть. Ею пользовались лишь дежурные по станции для переговоров о движении поездов. Зверевская линия с востока примыкала к станции Зверево Козлово-Воронежско-Ростовской дороги.
Активное горнопромышленное дело вдоль линии Дебальцево—Зверево начало развиваться лишь после пуска дороги в эксплуатацию. В 1888 году в девяти верстах северо-западнее разъезда открыты первые значительные шахты «Общества антрацитовых копей М. С. Вальяно», отгружавшие добытое топливо для вывоза. Разъезд Должанский стал грузовой углепогрузочной станцией.
В ходе Великой Отечественной войны станция была оккупирована фашистами и освобождена советскими войсками. Многие советские воины были похоронены на станции Должанской, некоторые в районе станции пропали без вести.

## Деятельность
На станции осуществляются:
- продажа пассажирских билетов;
- приём и выдача багажа;
- приём и выдача грузов повагонными и мелкими отправками (имеются подъездные пути, крытые склады и открытые площадки).